# Parafia Podwyższenia Krzyża Świętego w Jeruzalu
Parafia Podwyższenia Krzyża Świętego w Jeruzalu – rzymskokatolicka parafia należąca do dekanatu Mszczonów w diecezji łowickiej. Od 2021 roku proboszczem parafii jest ks. Dariusz Drzewiecki.
Erygowana w XIII w.

## Zasięg parafii
Do parafii należą wierni z następujących miejscowości: Budy Wolskie (nry 1-21), Chełmce, Doleck, Dzwonkowice, Emilianów, Esterka, Jeruzal, Karolinów Nowy, Karolinów Stary, Łajszczew Nowy, Łajszczew Stary, Lisna, Lisowola, Niemieryczew, Paplin (nry 1-42), Paplinek (nry 13-18), Pękoszew, Sapy, Sewerynów, Wincentów, Wola Pękoszewska, Wólka Jeruzalska, Wycinka Wolska, Wycześniak.